# ماری اوکادا
ماری اوکادا (انگلیسی: Mari Okada؛ زادهٔ ۲۳ آوریل ۱۹۷۶) فیلم‌نامه‌نویس، کارگردان و مانگاکای اهل ژاپن است. او یکی از پرکارترین نویسندگانی است که در حال حاضر در صنعت انیمه کار می‌کند. اوکادا برنده شانزدهمین جایزه انیمیشن کوبه شد.
اوکادا بیشتر به خاطر نویسندگی و تهیه مجموعه‌ها و فیلم‌های تلویزیونی انیمه تحسین‌شده، از جمله تورادورا!، آنوهانا: گلی که آن روز دیدیم، گوسیک و ماکیا: زمانی که گل موعود می‌شکفد شناخته می‌شود.